# Verónica Vieyra
Verónica Vieyra (ur. 24 marca 1968 r. w miejscowości Gualeguaychú w Argentynie), aktorka serialowa.
W Polsce znana z roli Vicky w "Zbuntowanym Aniele" (Muñneca Brava). Grała w telenowelach takich jak: "Naranja y media", "Cabecita".

## Filmografia
- 2007–2008:  Patito Feo: La Historia Mas Linda, Patito Feo: La Vida Es Una Fiesta jako Francisca
- 2004:  Panadería los Felipe jako Renata
- 2002–2003:  Máximo corazón jako Dr Ana Ricci
- 2001:  PH jako Emma/Natalia
- 1999:  Cabecita jako Yoli
- 1998–1999:  Zbuntowany anioł (Muñeca brava) jako Vicky
- 1997:  Comodines
- 1997:  Naranja y media jako Ángeles 'Lali' Zabala
- 1995–1996:  Por siempre mujercitas jako Laura Levin
- 1995:  Montana rusa, otra vuelta jako Marisa
- 1994–1995:  Inconquistable corazón